# Przyłuski (Biała Rawska)
Pour les articles homonymes, voir Przyluski.
Przyłuski est une localité polonaise de la gmina de Biała Rawska, située dans le powiat de Rawa Mazowiecka en voïvodie de Łódź. 
Le village comptait 167 habitants en 2021.